# Кюдэн Волтекс
«Кюдэн Волтекс» (яп. キューデンヴォルテクス, англ. Kyuden Voltex) — японский регбийный клуб, выступающий в высшем дивизионе национального регби — Топ Лиге. Команда была основана в 1951 году, её владельцем является электроэнергетическая компания Kyushu Electric Power. Название «Волтекс» происходит от сочетания английских слов Voltage и Techniques, что означает «напряжение» и «методы» соответственно. Данное название было утверждено после того, как клуб вышел в высшую лигу.
Команда базируется в пригороде Фукуоки Касии. «Волтекс» — третья команда из региона Кюсю, выступающая в Топ Лиге (ранее в элитном дивизионе уже играли «Кока-Кола Уэст Ред Спаркс» и «Фукуока Саникс Блюз»). В сезоне 2007/08 команда избежала участия в плей-офф за право остаться на высшем уровне. Также команда стала обладателем приза за честную игру.
Основные цвета команды — красный, жёлтый и чёрный.

## Состав
Сезон 2012/13.